# Steelhawks de Hamilton
Les Steelhawks de Hamilton sont une franchise de hockey sur glace du Canada qui évolua dans la ligue junior de la Ligue de hockey de l'Ontario.
Créée en 1984 après le déménagement des Alexanders de Brantford.
En 1988, les Steelhawks de Hamilton sont relocalisés à Niagara Falls pour devenir le Thunder de Niagara Falls.

## Identités de la franchise
- 1953-60 : Tiger Cubs de Hamilton
- 1960-74 : Red Wings de Hamilton
- 1974-76 : Fincups de Hamilton
- 1976-77 : Fincups de Saint-Catharines
- 1977-78 : Fincups de Hamilton
- 1978-84 : Alexanders de Brantford
- 1984-88 : Steelhawks de Hamilton
- 1988-96 : Thunder de Niagara Falls
- Depuis 1996 : Otters d'Érié

### Saison après saison
Note : PJ : parties jouées, V : victoires, D : défaites, N : matchs nuls, Pts : Points, BP : buts pour, BC : buts contre, Pun : minutes de pénalité
| Saison  | PJ | V  | D  | N | Pts | Classement       | Séries éliminatoires                                                                  |
| ------- | -- | -- | -- | - | --- | ---------------- | ------------------------------------------------------------------------------------- |
| 1984-85 | 66 | 29 | 35 | 2 | 60  | e division Emms  | 9 - 7 Centennials de North Bay 6 - 2 Knights de London 9 - 1 Greyhounds de S.S. Marie |
| 1985-86 | 66 | 26 | 36 | 4 | 56  | 7e division Emms | Hors des séries                                                                       |
| 1986-87 | 66 | 39 | 24 | 3 | 81  | 2e division Emms | 4 - 1 Platers de Guelph 4 - 0 Spitfires de Windsor                                    |
| 1987-88 | 66 | 35 | 28 | 3 | 73  | 3e division Emms | 4 - 0 Centennials de North Bay 4 - 2 Knights de London 4 - 0 Spitfires de Windsor     |

### Joueurs dans la LNH
Plusieurs joueurs ayant évolué pour les Steelhawks graduèrent par la suite dans la Ligue nationale de hockey (LNH). Entre parenthèses se trouvent les années durant lesquelles les joueurs évoluèrent pour les Steelhawks.
N.B. : cette liste n'est peut-être pas complète.
| - Roger Belanger (1984 - 85) - Shayne Corson (1984 à 86) - Troy Crowder (1985 - 86) - Brad Dalgarno (1984 à 87) - Stan Drulia (1986 à 88) - John English (1984 à 86) - Mike Hudson (1984 à 86) - Jeff Jackson (1984 - 85) | - Jason Lafreniere (1984 à 86) - Paul Laus (1987 - 88) - Jamie Leach (1986 à 88) - Shawn McCosh (1986 à 88) - Ken McRae (1986 à 88) - Mike Millar (1984 - 85) - Keith Primeau (1987 - 88) - Bob Probert (1984 - 85) - John Purves (1985 à 88) | - Chris Pusey (1984 - 85) - Mike Rosati (1986 à 88) - Jason Simon (1987 - 88) - Kirk Tomlinson (1985 à 88) - Dennis Vial (1985 à 88) - Michael Ware (1984 à 86) - Darryl Williams (1986 - 87) - Jason York (1987 - 88) |